# Heterosquilla platensis
Heterosquilla platensis is een bidsprinkhaankreeftensoort uit de familie van de Tetrasquillidae. De wetenschappelijke naam van de soort is voor het eerst geldig gepubliceerd in 1900 door Berg.